# Goliatsvartvråk
Goliatsvartvråk (Buteogallus borrasi) är en förhistorisk utdöd fågel i familjen hökar inom ordningen hökfåglar, som tidigare förekom på Kuba.

## Utseende och levnadssätt
Den senaste forskningen visar att goliatsvartvråk var väldigt lik den nu levande större svartvråken (B. urubitinga), men större med en tredjedel. Jämfört med andra stora samtida rovfåglar (woodwardörn, jättevråk och titanvråk) var den relativt graciös.
På Kuba förekommer fossil av goliatsvartvråk framför allt vid Llanura Meridional de La Habana, som tros ha varit en savannliknande miljö. Formen på tarsen antyder att borrasvråken fångade sina byten från luften. Den tros ha livnärt sig av små till mellanstora gnagare och insektsätare, kompletterat med reptiler i öppna områden.

## Historik
Goliatsvartvråken har ett något brokigt taxonomiskt förflutet. Oscar Arredondo beskrev arten 1970 utifrån subfossila lämningar (en tars, ett överarmsben och några falanger) funna på västra Kuba och placerade den i släktet Aquila. 1982 undersökte Storrs L. Olson och William Hilgartner typexemplaret, en tars, fann att den inte var lik tarsen hos arter i Aquila och föreslog att den skulle tillhöra släktet Titanohierax.
1999 upptäckte Arredondo att överarmsbenet och en av falangerna inte tillhörde borrasi och förde dem till den nya arten jättevråk (Gigantohierax suarezi). Fem år senare, 2004, drog William Suárez slutsatsen att arten borrasi var giltig, men att den inte passade in på Titanohierax. Samtidigt hittades en stor mängd nya subfossila lämningar. 2007 förde Olson och Suárez slutligen arten till Buteogallus efter att ha funnit påtagliga likheter med större svartvråk (B. urubitinga).

## Ursprung, utbredning och utdöende
Fossila lämningar efter goliatsvartvråk har endast hittats på Kuba. Det har dock föreslagits att arten hade en vidare utbredning i Västindien och till och med förekom på fastlandet i Nordamerika. Den är den vanligaste hökartade rovfågeln i kvartära avlagringar på Kuba. Olson föreslår två möjliga ursprung för goliatsvartvråk. Antingen utvecklades den från större svartvråk på Kuba eller på fastlandet och dog sedan ut där. Goliatsvartvråken dog ut på Kuba under tidig holocen. 

## I kulturen
Goliatsvartvråken ska förekomma på ett kubanskt frimärke från 1982. Fågeln på frimärket är dock en praktörn (Spizaetus ornatus).